# تونی آرزنتا
تونی آرزنتا (ایتالیایی: Tony Arzenta) فیلمی در سبک داستان نوآر به کارگردانی دوچو تساری است که در سال ۱۹۷۳ منتشر شد.

## بازیگران
- آلن دلون
- ریچارد کونته
- کارلا گراوینا
- مارک پورل
- روژه انن
- نیکولتا ماکیاولی
- لینو تروئیزی
- سیلوانو ترانکوئیلی
- کورادو گیپا
- اومبرتو اورسینی
- جانکارلو اسپراجا
- اریکا بلانک
- لوردانا نوشاک
- آلبرتو فارنزه
- ماریا پیا کُنته
- آنتون دیفرینگ
- اتوره مانی
- روزالبا نری
- استلا کارناچینا